# Clear Lake (Indiana)
Clear Lake est une commune du comté de Steuben, situé dans l'Indiana, aux États-Unis. Sa population était de 339 habitants au dernier recensement (2010).